# آرثر تشامبرز
آرثر تشامبرز (بالإنجليزية: Arthur Chambers)‏ مواليد 6 ديسمبر 1846 في لانكشر - الوفاة 8 أبريل 1923، كان ملاكم إنجليزي سابق صنّف ضمن فئة الوزن الخفيف. دخل قاعة مشاهير الملاكمة الدولية. بعد أن خدم في البحرية الملكية البريطانية بدأ مسيرته في الملاكمة سنة 1864، ثم انتقل إلى الولايات المتحدة سنة 1871.